# Шлатт (Тургау)
Шлатт (нім. Schlatt TG) — громада  в Швейцарії в кантоні Тургау, округ Фрауенфельд.
У містечку Шлат розгашована «Бібліотека Заліза».

## Географія
Громада розташована на відстані близько 125 км на північний схід від Берна, 19 км на північний захід від Фрауенфельда.
Шлатт має площу 15,5 км², з яких на 9,3% дозволяється будівництво (житлове та будівництво доріг), 49,6% використовуються в сільськогосподарських цілях, 37,7% зайнято лісами, 3,4% не є продуктивними (річки, льодовики або гори).

## Демографія
2019 року в громаді мешкало 1777 осіб (+10,6% порівняно з 2010 роком), іноземців було 13,1%. Густота населення становила 114 осіб/км².
За віковим діапазоном населення розподілялося таким чином: 20,9% — особи молодші 20 років, 62,1% — особи у віці 20—64 років, 17,1% — особи у віці 65 років та старші. Було 739 помешкань (у середньому 2,4 особи в помешканні).
Із загальної кількості 510 працюючих 94 було зайнятих в первинному секторі, 168 — в обробній промисловості, 248 — в галузі послуг.